# Nikolaj Rosing
Peter Lars Nikolaj Rosing (født 4. april 1912 i Maniitsoq, død 16. august 1976 i København) var en grønlandsk politiker, lærer, oversætter og forfatter.

## Familie
Nikolaj Rosing var søn af fangeren Svend Peter Salomon Rosing (1887-1957) og hans hustru Kirstine Karoline Cicilie Lyberth (1887-1954). Han var oldebarn af jordemoderen Karoline Rosing (de) (1842-1901) og grandnevø af missionæren Christian Rosing (de) (1866-1944), kunstneren og politikeren Peter Rosing (de) (1871-1938) og politikeren Karl Rosing (de) (1878-?). Hans faster Marie Karoline Jakobine Rosing (1898-1980) var gift med politikeren Ole Petersen (de) (1894-1979), og Nikolaj Rosing var derfor fætter til rektor Hans Christian Petersen (de) (1925-2015), eskimologen Robert Petersen (1928-2021), politikeren Ricard Petersen (de) (1931-2014) og digteren Mariane Petersen (de) (født 1937). Hans søster Hanne (1914-?) var gift med fåreavler Abel Kristiansen (1918-?) og dermed mor til politikeren Benedikte Thorsteinsson (de) (født 1950) og mormor til politikeren Vittus Qujaukitsoq (født 1971), politikeren Inga Dóra G. Markussen (de) (født 1971) og politikeren Anna Wangenheim (født 1982).
Den 24. februar 1935 blev han gift med Marie Ane Bodil Lynge (1911-2008), datter af præsten Niels Lynge (de) (1880-1965) og hans kone Theodora Rosing (1883-1940). De fik sønnerne Peter Frederik Rosing (de) (1940-2011) og Hans Pavia Rosing (1948-2018).

## Lærer
Han var uddannet som lærer på Grønlands Seminarium i Nuuk og afsluttede uddannelsen i 1932. Derefter var han i Danmark frem til 1934, hvor han var på kommuneskolen i Højby (nu sammenvokset med og en bydel i Odense) i halvt år i 1933, på Winthers Seminarium i Silkeborg 1933-1934 og på et tegne- og malekursus hos docent Peder Hald på Lyngby Højskole. Efter hjemkomsten underviste han på efterskolen i Qaqortoq indtil 1936 og derefter på efterskolen i Aasiaat indtil 1943. I 1943 blev han ansat som lærer på Grønlands Seminarium, hvor han var indtil 1959. Det sidste år studerede han højskolearbejde på Grundtvigs Højskole ved Hillerød.

## Politisk karriere
I 1938 sad han som suppleant for Søren Kaspersen i Nordgrønlands landsråd. I 1951 blev han formand for kommunalbestyrelsen i den som led i den grønlandske forvaltningsreform nyoprettede Nuuk Kommune og forblev det indtil 1955. Under et kongelige besøg i 1952 var han den første grønlænder, der blev kaldt "borgmester" af Frederik 9., selv om denne titel først blev officielt indført i Grønland senere. I 1959 indtrådte han i Folketinget som stedfortræder for den afdøde Augo Lynge. Han forblev medlem i Folketinget, med en afbrydelse fra 1971 til 1973, hvor Moses Olsen afløste ham, til sin død. I 1960'erne var han medlem af Grønlandsudvalget af 1960 og Grønlandsrådet. Han var medlem af Hjemmestyreudvalget og Hjemmestyrekommissionen i 1970'erne, men døde, før kommissionens arbejde blev afsluttet.

## Tillidsposter, litterært arbejde og priser
Fra 1939 til 1945 var han formand for Forsamlingshusforeningen i Aasiaat og fra 1943 til 1958 medlem af bestyrelsen for den foreningen Godthåb Forsamlingshus i Nuuk. Han stifter af foreningen for tuberkulosepatienter i Nuuk og dens formand fra 1955 til 1958 og samtidig medlem af overepidemi- og sundhedskommissione. I 1953 blev han medlem af og senere formand for det grønlandske sprog- og retskrivningsudvalg. Fra 1953 til 1957 var han bestyrelsesmedlem i Grønlands oplysningsforening. Fra 1957 til 1958 var han bestyrelsesmedlem i Det Grønlandske Forlag og dets formand fra 1972 til 1973. Fra 1958 til 1959 var han medlem af Grønlands kulturelle råd og Radiostyrelsen. I 1960 blev han medlem af det grønlandske stednavneudvalg. I 1967 blev han medlem af den grønlandske afdeling af Kvindekommissionen, og fra 1961 var han bestyrelsesmedlem i foreningen Grønlandske Børn. Fra 1972 til 1973 var han medlem af Grønlands Radios programudvalg. I 1974 var han formand for bestyrelsen for Den Dansk-Grønlandske Kulturfond.
I 1945 udgav han retskrivningsbogen Kalâtdlisut agdlangneĸ ("At skrive på grønlandsk"). I 1956 var han med til at udgive en bog om Jonathan Petersen. Han oversatte også flere værker til grønlandsk, bl.a. Gunnar Gunnarssons Borgslægtens Historie, Jules Vernes Kaptajn Grants børn og Arthur Conan Doyles Baskervilles Hund.
I 1952 blev han udnævnt til ridder og i 1964 blev han udnævnt til ridder 1. grad af Dannebrogordenen. Nikolaj Rosing døde i 1976 i en alder af 64 år. I Nuuk er gaden Nikolaj Rosingip Aqqutaa opkaldt efter ham.